# Dove Wander

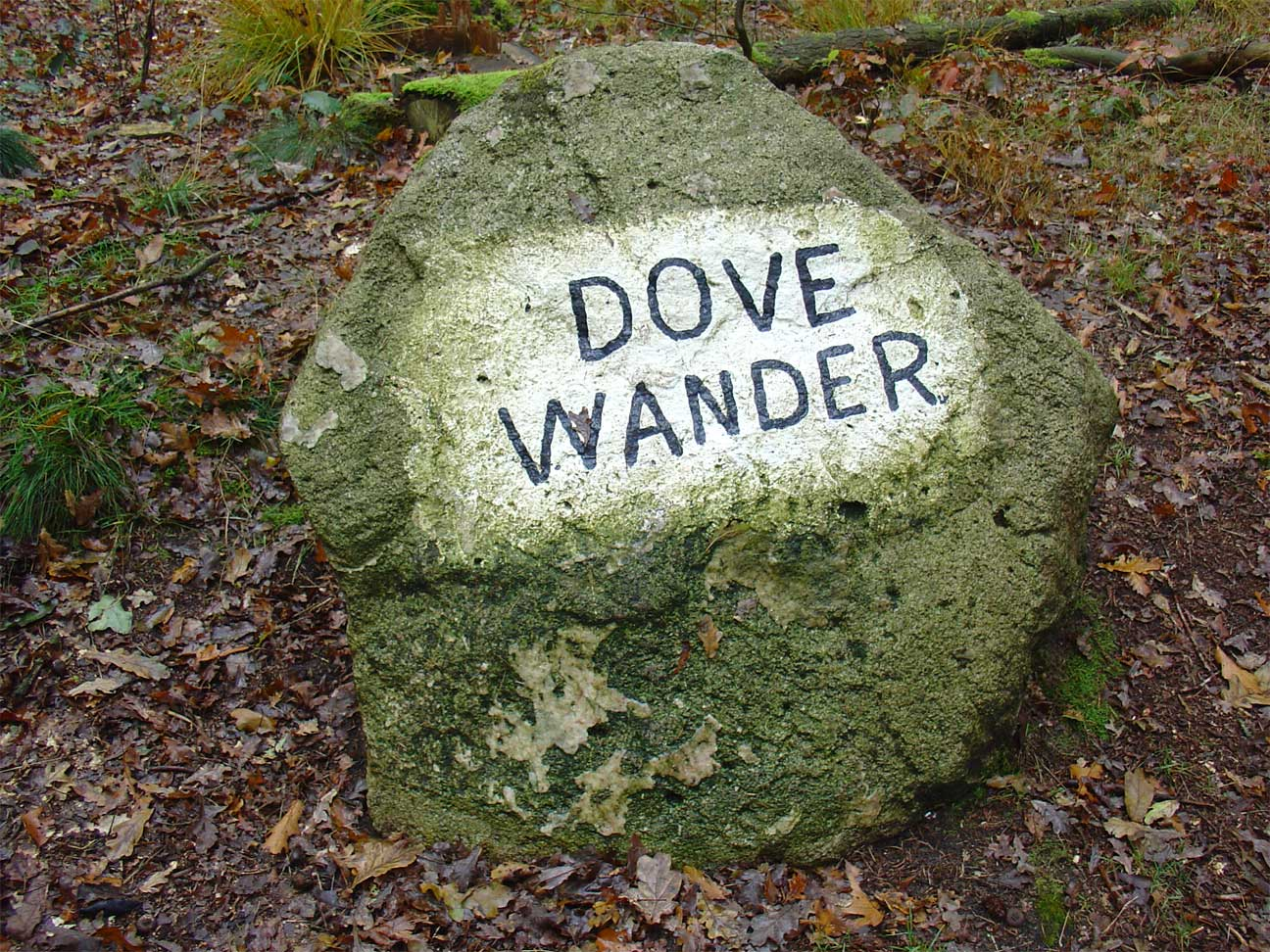
De grenssteen Dove Wander in de boswachterij Hooghalen

Dove Wander (soms: Dove Waander) is een grenssteen tussen Amen, Grolloo, Hooghalen en Zwiggelte.

## Naamgeving
De overlevering wil dat de markegenoten het niet eens konden worden waar de grens liep. Dus vroegen ze Wander, die doof was en dus geen leugens kon horen, of hij het wist. Maar men had zand uit Zwiggelte in zijn schoenen gedaan. Toen men hem vroeg op welke grond hij stond, zei hij dat het die van Zwiggelte was. Zo komt het dat de steen zo dicht bij Hooghalen staat. De grenssteen is op die plek geplaatst en draagt nog steeds zijn naam.
Ouders in deze omgeving vertelden hun kinderen bij het zien van een nevelachtige figuur boven de heide, dat Dove Wander daar ronddwaalde